# Tamisiocarididae
Tamisiocarididae (лат.) — вымершее семейство морских животных из отряда Radiodonta, у которых имелись тонкие шипастые придатки для питания при помощи фильтрации. Изначально клада получила название Cetiocaridae после художественной работы в жанре спекулятивной эволюции «Bearded Ceticaris» Джона Месароса, где изображён гипотетический фильтратор отряда Radiodonta в то самое время, когда ни один из таких ещё не был открыт. Но по правилам Международного кодекса зоологической номенклатуры название семейства не являлось валидным, поскольку нет реально существовавшего рода «Cetiocaris», и в 2019 году его формально заменили на Tamisiocarididae, опираясь на название тогда ещё единственного валидного рода в кладе. Представители семейства известны только из отдела 2 кембрийской системы, в отличие от других семейств Radiodonta, которые существовали дольше в кембрийском периоде. Все известные виды обитали в тропических или субтропических водах, предпочитая, видимо, тёплую среду.

## Описание
Как и многие Radiodonta, обладали шипастыми передними придатками. Однако в этом семействе вспомогательные шипы тонкие, плотно расположенные, предназначенные для питания при помощи фильтрации наподобие современных гигантских акул и усатых китов. Tamisiocaris оценочно питался добычей размером около 1 мм.

## Классификация
Tamisiocarididae изначально назывались Cetiocaridae. В спекулятивно-эволюционной иллюстрированной книге «All Your Yesterdays» 2013 года художник Джон Месарос изобразил гипотетического аномалокаридида-фильтратора, которого назвал «Ceticaris». Работа послужила инициацией для названия Cetiocaridae. Но поскольку настоящего рода с названием «Ceticaris» не существует, термин Cetiocaridae нарушает статью № 29 Международного кодекса зоологической номенклатуры и не является валидным. Позднее для клады ввели замещающее названием Tamisiocarididae.
Изначально Cetiocaridae определялись филогенетически как все виды, состоящие в более тесном родстве с Tamisiocaris borealis, чем с Anomalocaris canadensis, Amplectobelua symbrachiata или Hurdia victoria.
| Вид                   | Авторы                                     | Год описания | Геологический возраст | Локации                               | Передний придаток |
| --------------------- | ------------------------------------------ | ------------ | --------------------- | ------------------------------------- | ----------------- |
| Echidnacaris briggsi  | Nedin                                      | 1995         | Ярус 4                | Австралия                             |                   |
| Houcaris saron        | Hou, Bergström, & Ahlberg                  | 1995         | Ярус 3                | Китай                                 |                   |
| Houcaris magnabasis   | Pates, Daley, Edgecombe, Cong, & Lieberman | 2019         | Ярус 4                | Соединённые Штаты Америки             |                   |
| Tamisiocaris borealis | Daley & Peel                               | 2010         | Ярус 3                | Гренландия (административная единица) |                   |

## Распространение
Окаменелости Tamisiocarididae были обнаружены в сланцах Эму-Бэй (Австралия), лагерштеттах Сириус-Пассет (Гренландия) и в формации Кинзерс (США). Возраст окаменелостей — третий и четвёртый века кембрийского периода.